# Mark 66E
Sistemul de metalizare cu flacără, Mark 66E, permite aprinderea si pulverizarea controlată (programată), în procesul de metalizare prin pulverizare termică. Senzorii cu care este prevăzut echipamentul permit depistarea problemelor ce pot apărea la flacără, avansul sârmei, etc. Aceste facilități asigură o funcționare continuă, o calitate deosebită a stratului depus și eliminarea timpilor morți.Sistemul dispune de dispozitive de control care permit automatizarea procedeului de metalizare.